# Evangelia Valsama
Evangelia Valsama, grekisk skådespelerska.

## Roller (i urval)
- (2000) - Vitsia Gynekon
- (2000) - I Piso Porta
- (1999) - Ta Ftera Tou Erota TV-serie
- (1994) - Sti Kopsi Tou Xirafiou TV-serie
- (1992) - Vamena Kokkina Mallia
- (1991) - I Lampsi TV-serie